# Табацкури
Табацку́ри (Табицхури, груз. ტაბაწყური) — бессточное горное озеро в Грузии, на территории края Самцхе-Джавахети. Расположено на Джавахетском нагорье, у подножия Триалетского и Самсарского хребтов.
Озеро Табацкури расположено на высоте 1991 м над уровнем моря. Имеет вулканическое происхождение. Площадь озера составляет 14,2 км², длина — 6,5 км, наибольшая ширина — 4 км. Средняя глубина — около 15,5 м, максимальная достигает 40,2 м. Питание преимущественно подземное, сток из озера также происходит подземным путём.
Берега преимущественно высокие и крутые, в прибрежье грунты каменистые и песчано-гравийные. Температура воды в августе достигает 24,5 °C. Водной растительности мало. Ледостав приходится на период с декабря по апрель. Рыболовство (форель, усач, сазан, сиг).